# Muhafazat Zufar
Zufar (ar. ظفار; Dhofar) – kraina geograficzna i największe gubernatorstwo (muhafaza) Omanu, położona na zachodzie kraju, przy granicy z Jemenem i Arabią Saudyjską. Ma dostęp do Morza Arabskiego. Stolica mieści się w Salali.
Według spisu powszechnego z 2010 roku liczba mieszkańców wynosiła 249 729 osób, a wedle informacji centrum statystyk Omanu, w 2016 roku gubernatorstwo zamieszkiwało 424 878 osób. 
W jego skład wchodzi 10 wilajetów:
- Dhalkut
- Mazyonah lub al-Mazuna (od października 2006)
- Mirbat
- Muqshin
- Rakhyut
- Sadah
- Salala
- Shalim i wyspy Al-Hallaniyah
- Taqah
- Thumrait

## Rebelia w Zufarze
W latach 1962–1976 trwała tu antyrządowa rebelia lewicowych partyzantów popartych przez Jemen Południowy. Na początku 1969 roku dzięki wsparciu militarnemu Południowego Jemenu, partyzanci zajęli duże połacie zachodniej części Zufaru. Rebelia upadła w 1976 roku na skutek irańskiej i brytyjskiej interwencji zbrojnej.